# Kina Grannis
Kina Kasuya Grannis (4 de agosto de 1985), conocida artísticamente como Kina Grannis, es una cantante, compositora y guitarrista estadounidense. Grannis fue la ganadora del concurso de Doritos Crash the Super Bowl. Como resultado de haber ganado el concurso, ganó un contrato discográfico con Interscope Records y tuvo su primer vídeo musical rotando durante los comerciales del Super Bowl XLII el 3 de febrero de 2008. Recientemente, ganó en la categoría Best Web-Born Artist en los O Music Awards de MTV.
Su progreso en la competencia fue registrada por Orange County Register y The Wall Street Journal Grannis también ha aparecido en  FOX News Los Angeles, Good Day L.A. y Good Day L.A..

## Primeros años y comienzos de carrera
Es de origen japonés y europeo. Grannis creció en Mission Viejo, California, y fue ahí donde su amor por la música comenzó. En la escuela primaria, compuso y presentó obras para piano en concursos de arte del distrito. Poco después, comenzó a tocar violín, instrumento que tocaría durante la secundaría. A la edad de 15, aprendió a tocar por sí misma la guitarra, instrumento del cual se enamoraría.
Asistió a Viejo Elementary School Archivado el 19 de abril de 2012 en Wayback Machine., Newhart Middle School Archivado el 26 de abril de 2012 en Wayback Machine. y, de 1999 a 2003, Capistrano Valley High School.
Grannis se matriculó en la Universidad del Sur de California (USC) en Los Ángeles en 2003. Dos años después, los miembros del personal del USC Thornton School of Music le propusieron realizar un álbum en su departamentos de música y para la industria musical. Ese álbum, Sincerely, Me., fue publicado el mismo año. En 2007, se graduó como cum laude en ciencias sociales con énfasis en psicología. Mientras asistía a la USC, la instalaron en las sociedades académicas Phi Beta Kappa y Phi Kappa Phi.[cita requerida]

## Carrera artística
En 2006, Grannis grabó y autopublicó dos álbum más, One More in the Attic y In Memory of the Singing Bridge.. A comienzos de 2007, grabó «Ours to Keep» escrito por Rachael Lawrence y Deborah Ellen. Esta canción sería incluida en la telenovela estadounidense General Hospital y en una episodio de las miniseries de ABC Family Samurai Girl en septiembre de 2008.
El 14 de noviembre de 2007, creó su cuenta de YouTube y comenzó a publicar vídeos de sus canciones en línea. Su primer vídeo, «Message from Your Heart»", fue incluida en la competencia de Doritos Crash the Super Bowl. La competencia, la cual ella ganó, le consiguió un contrato discográfico con Interscope Records. Sus vídeos de YouTube han recibido más de 99 millones de visitas y la han impulsado a convertirse en una de las personalidades más populares de YouTube. Grannis planeaba trabajar con Instercope Records para producir su nuevo álbum, pero en enero de 2009, anunció que dejaría la disquera para será una artista independiente.
El 14 de febrero de 2008, Grannis cantó el himno nacional para la carrera Auto Club 500 de NASCAR en Fontana, California. En junio de 2009, sus canciones «Never Never» y «People» fueron usadas en episodios de la serie reality de MTV, College Life. El 19 de enero de 2010, Grannis fue el acto principal en los shows agotados en el club The Troubadour en Los Ángeles.
En marzo de 2013, Grannis dio una charla en TED en Hollywood. titulado 'Finding Community Through the Internet'.
Grannis también ha sido parte de una película corta de Wong Fu Productions, así como también otras estrellas de YouTube.  Una de las bandas más comunes con las que Grannis ha cantado en vídeos de YouTube son Boyce Avenue. Juntos han grabado varios vídeo-covers tales como «Fast Car» de Tracy Chapman y la canción «With or Without You» de U2.

## Vida personal
Grannis tiene dos hermanas, Misa y Emi, ambas en ocasiones han aparecido en sus videoblogs, así como también la han acompañado a sus conciertos y giras. Su padre, Gordon, es quiropráctico y su madre Trish es diseñadora gráfica.
El 31 de agosto de 2013, Grannis se casó con su colaborador musical frecuente, Jesse Epstein, en una pequeña ceremonia en Los Ángeles, California. Se conocieron mientras asistían a la escuela secundaria, en la cual Jesse estaba un grado más abajo que Kina. Epstein le propuesto matrimonio a Grannis en San Valentín de 2013.

## Discografía
| Álbumes de estudio - 2005: Sincerely, Me. - 2006: One More in the Attic - 2006: In Memory of the Singing Bridge - 2010: Stairwells - 2011: Stairwells (Reedición) - 2011: The Living Room Sessions - 2014: Elements - 2018: In the Waiting Videos musicales - Valentine - Message from Your Heart - It's Love - The Goldfish Song (Stairwells Sessions) - The One You Say Goodnight To - In Your Arms - The Way You Are (ft. David Choi) - My Time with You (ft. David Choi) - Without Me - Gone | Sencillos - «Message from Your Heart» - «Valentine» - «The One You Say Goodnight to» - «In Your Arms» - «This Christmas" with Destorm» - «The Fire» |